# Hapag-Lloyd Flug
Hapag-Lloyd Flug (tra il 2005 e il 2007 commercializzata anche come Hapagfly) era una compagnia aerea tedesca con sede a Langenhagen, Bassa Sassonia, fondata originariamente da Hapag-Lloyd e successivamente diventata una sussidiaria del Gruppo TUI. Operava voli passeggeri di linea e charter principalmente verso località di vacanziere in Europa. Il suo successore è l'attuale TUI fly.

## Storia
La società HAPAG originaria venne coinvolta per la prima volta nel settore dell'aviazione nel 1910, sponsorizzando i voli sugli Zeppelin.
Hapag-Lloyd Flug è stata fondata nel luglio 1972, quando il gruppo Hapag-Lloyd acquisì alcuni Boeing 727 per far volare i suoi passeggeri dalla Germania ai porti di scalo per le crociere. Iniziò le operazioni il 30 marzo 1973. Con il boom del mercato dei voli charter per le vacanze negli anni '70, adottò rapidamente voli charter verso popolari destinazioni di vacanza nell'area del Mar Mediterraneo e nelle Isole Canarie, diventando presto una delle più grandi compagnie aeree charter tedesche. Nel corso degli anni, la compagnia aerea aggiunse al suo programma voli passeggeri regolari, nonché nuovi aeroplani, come il Boeing 737-100 e l'Airbus A310. Nel 1979, Bavaria Germanair, una compagnia aerea charter che operava Airbus A300B4 e i jet della British Aircraft Corporation BAC One-Eleven serie 400 e 500, si fuse con la Hapag-Lloyd Flug.
Nell'ottobre 1995 furono inaugurati i primi (inizialmente limitati) collegamenti di linea. Nel 1998 divenne la prima compagnia aerea al mondo ad adottare il Boeing 737-800.
Dal 1997, divenne una sussidiaria di TUI AG, che comprende anche la linea di container cargo Hapag-Lloyd e la relativa compagnia di crociere. Quando TUI rilasciò il suo nuovo logo "big smile" nel 2002, la livrea della Hapag-Lloyd, che era rimasta invariata per quasi 30 anni, venne completamente cambiata in un nuovo schema azzurro, bianco e rosso con il nuovo logo TUI sulla coda per rappresentare Il nuovo design aziendale. Il 2002 vide anche la fondazione di Hapag-Lloyd Express, una compagnia aerea a basso costo che avrebbe dovuto competere con compagnie del calibro di Ryanair.
Nell'aprile 2005, la compagnia cambiò il nome commerciale in Hapagfly a causa della nuova strategia di marketing del Gruppo TUI. Nel gennaio 2007, in una ristrutturazione, unì le sue operazioni con HLX/Hapag-Lloyd Express per diventare TUIfly.

## Destinazioni
Hapag-Lloyd operava servizi principalmente verso località turistiche europee nell'area del Mar Mediterraneo e nelle Isole Canarie. La maggior parte di loro è ora gestita da TUIfly.

## Flotta
Nel corso della sua vita, Hapag-Lloyd Flug ha operato tutti i seguenti aeromobili, principalmente tramite leasing da società come International Lease Finance Corporation (ILFC) e GECAS. Nel 1998, è stato il primo operatore del Boeing 737-800.

## Incidenti
- Il 12 luglio 2000, il volo Hapag-Lloyd 3378, un Airbus A310-300 in volo tra La Canea e Hannover, riscontrò problemi nel sollevare completamente il carrello di atterraggio principale destro. I piloti decisero di proseguire il volo con il carrello abbassato e di dirottare su Monaco. Durante il volo, il carburante di riserva calcolato (EFOB) diminuì rispetto alle aspettative, anche a causa dell'attrito degli pneumatici con l'aria. L'equipaggio decise quindi di dirottare verso Vienna. Avvicinandosi, si accorsero di non avere abbastanza carburante a bordo. A circa 12 miglia dalla pista, a 4000 piedi di altitudine, entrambi i motori si spensero. L'equipaggio fu in grado di riavviare un motore per un breve periodo di tempo, riuscendo a raggiungere l'aeroporto. L'aereo atterrò nell'erba a circa 500 m dalla soglia della pista 34.[3]